# Józef Szymański (historyk)
Józef Szymański (ur. 13 lutego w 1931 w Wojniczu, zm. 23 października 2011 w Lublinie) – polski historyk, specjalista w zakresie nauk pomocniczych historii.

## Życiorys
Ukończył I Liceum Ogólnokształcące im. Kazimierza Brodzińskiego w Tarnowie. Absolwent historii Katolickiego Uniwersytetu Lubelskiego (1957). Doktorat w Uniwersytecie Warszawskim w 1957 r., tam też habilitował się w 1969 r. Profesor nadzwyczajny od 1980, a od 1986 r. profesor zwyczajny. W latach 1957–1962 zatrudniony w wydawnictwie Towarzystwa Naukowego KUL, 1962–1963 pełnił funkcję starszego asystenta KUL, 1963–1969 adiunkt w Instytucie Historii Uniwersytetu Marii Curie – Skłodowskiej, 1970–1972 w Instytucie Historii PAN, 1972–1976 docent w Uniwersytecie Śląskim w Katowicach, od 1976 r. ponownie w UMCS, gdzie zajmował następujące stanowiska: w latach 1981–1982 prodziekan Wydziału Humanistycznego, 1982–1984 rektor, 1984–1990 członek Senatu, 1990–1993 dyrektor Instytutu Historii. W latach 1995–1999 pełnił funkcję rektora Wyższej Szkoły Humanistyczno-Przyrodniczej w Sandomierzu.
Od 1964 r. aktywny członek Polskiego Towarzystwa Historycznego – Oddział w Lublinie, a także członek Polskiej Akademii Nauk (m.in. przewodniczący Komisji Nauk Pomocniczych Historii Komitetu Nauk Historycznych oraz Komisji Nauk Pomocniczych Historii, Źródłoznawstwa i Edytorstwa Komitetu Nauk Historycznych). Był także członkiem założycielem Polskiego Towarzystwa Heraldycznego.

## Główne zainteresowania badawcze
Nauki pomocnicze historii (podstawy metodologiczne, dzieje pisma), chronologia, heraldyka, epigrafika, kodykologia), dzieje społeczne średniowiecznej Polski (szczególnie rola Kościoła) i edytorstwo historyczne.

## Wyróżnienie
Honorowy Obywatel Miasta Sandomierza (2002).

## Miejsce spoczynku
Pochowany na Cmentarzu Komunalnym w Lublinie (sektor P4KH-2-6).

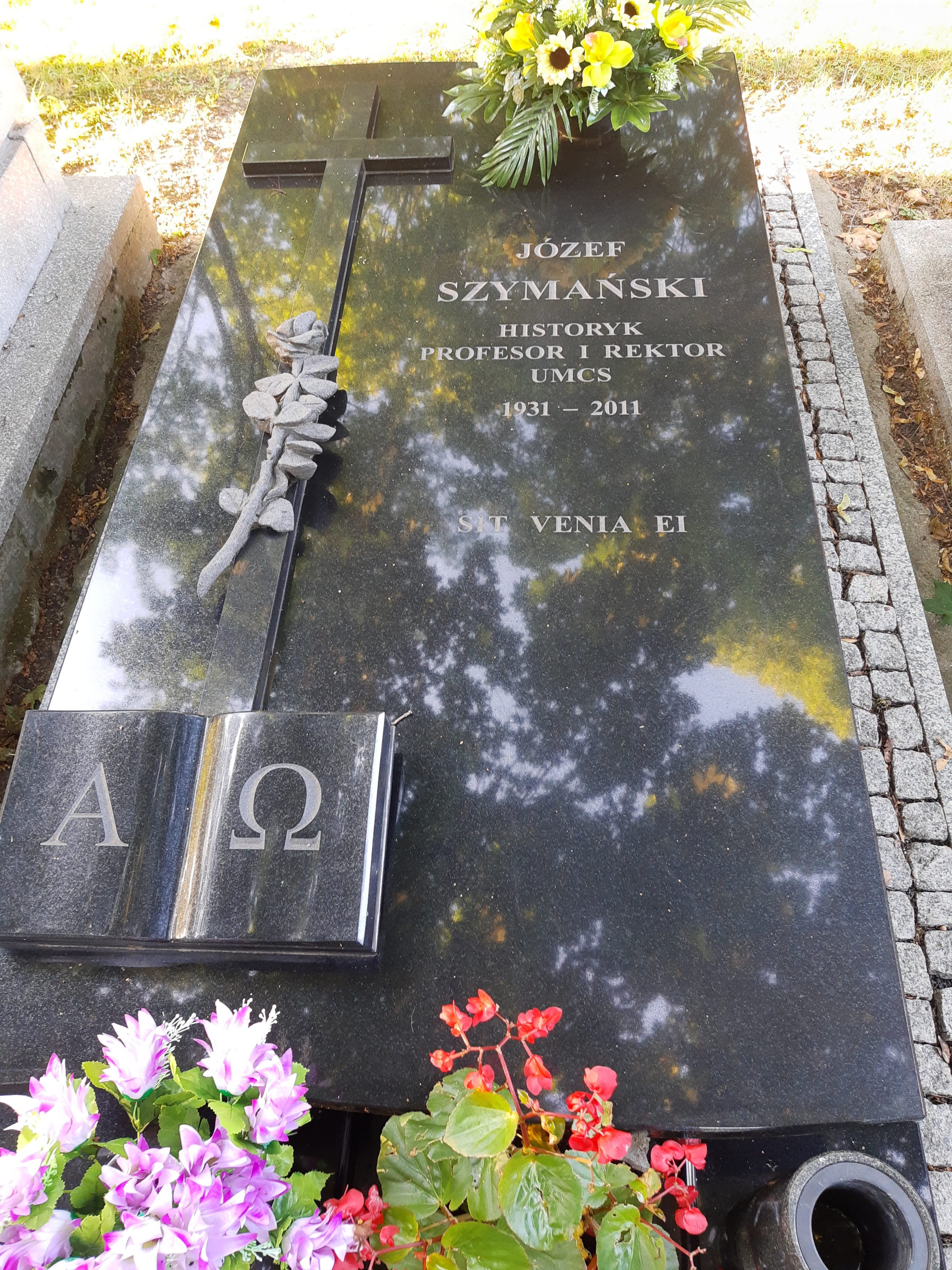
Grób prof. Józefa Szymańskiego na cmentarzu przy Lipowej

## Ważniejsze publikacje
- Kapituła kolegiacka w Wojniczu 1465 – 1786 (Lublin 1962),
- Nauki pomocnicze historii (Lublin 1968),
- Nauki pomocnicze historii. Od schyłku IV do końca XVIII wieku (Warszawa 1969),
- Pismo łacińskie i jego rola w kulturze (Wrocław 1975),
- Nauki pomocnicze historii (Warszawa 1983),
- Herbarz średniowiecznego rycerstwa polskiego. Warszawa: Wydawnictwo Naukowe PWN, 1993. ISBN 83-01-09797-3. Brak numerów stron w książce,
- Herbarz rycerstwa polskiego z XVI wieku. Warszawa: Wydawnictwo DiG, 2001. ISBN 978-83-7181-713-7. Brak numerów stron w książce,
- Nauki pomocnicze historii (Warszawa 2001).